# Пурушартха
Пурушартхи (однина: пурушартха) в індуїзмі — чотири канонічні цілі життя людини. Цими чотирма цілями (з найнижчої до найвищої) є:
- Кама — насолода відчуттів в життя,
- Артха — багатство,
- Дхарма — мораль або праведне життя,
- Мокша — звільнення з циклу реінкарнації.

Історично, три найнижчі цілі, дхарма, артра і кама, були визначені першими (санскрит: trivarga), а четверта, мокша, пізніше (санскрит: chaturvarga). В сучасній традиції, поняття чотирьох пурушартх являє собою єдиний підхід до задоволення фізичних, емоціональних та духовних потреб людини.
В народній традиції також існує відповідність між чотирма пурушартхами, чотирма стадіями життя (санскрит: āśrama: брахмачар'я [життя учня], ґріхастга [сімейне життя], ванапрастха [життя літньої людини] і санньяса [відмова]) і чотирма головними кастами (варнами) суспільства (санскрит: varna: шудра [слуга / ремісник], вайшья [землевласник / торговець], кшатрія [військовик / політик] і брахмана [священник / вчитель]). Проте, ця відповідність не простежується до стародавніх джерел санскритській літературі.